# Liste des ministres wallons de la Santé
Voici la liste des ministres de la Santé de la Région wallonne depuis la création de la fonction en 1993.

## Liste
| Titulaire          | Titulaire                   | Parti | Mandat                                                          | Gouvernement        | Portefeuille ministériel | Législature |
| ------------------ | --------------------------- | ----- | --------------------------------------------------------------- | ------------------- | --- | ----------- |
|                    | Robert Collignon (1943-)    | PS    | 30 octobre 1993 – 25 janvier 1994 (2 mois et 26 jours)          | Spitaels            | Ministre de l’Aménagement du Territoire, du Logement, du Budget, de l’Action sociale, de la Santé et du Patrimoine                                                                             | 4e          |
|                    | Willy Taminiaux (1939-2018) | PS    | 25 janvier 1994 – 12 juillet 1999 (5 ans, 5 mois et 17 jours)   | Collignon I         | Ministre de l’Action sociale, du Logement et de la Santé | 4e          |
| Collignon II       | Willy Taminiaux (1939-2018) | PS    | 25 janvier 1994 – 12 juillet 1999 (5 ans, 5 mois et 17 jours)   | 5e                  | Ministre de l’Action sociale, du Logement et de la Santé |             |
|                    | Thierry Detienne (1959-)    | Ecolo | 12 juillet 1999 – 27 juillet 2004 (5 ans et 15 jours)           | Di Rupo I           | Ministre des Affaires sociales et de la Santé | 6e          |
| Van Cauwenberghe I | Thierry Detienne (1959-)    | Ecolo | 12 juillet 1999 – 27 juillet 2004 (5 ans et 15 jours)           |                     | Ministre des Affaires sociales et de la Santé | 6e          |
|                    | Christiane Vienne (1951-)   | PS    | 27 juillet 2004 – 20 juillet 2007 (2 ans, 11 mois et 23 jours)  | Van Cauwenberghe II | Ministre de la Santé, de l’Action sociale et de l’Égalité des chances | 7e          |
| Di Rupo II         | Christiane Vienne (1951-)   | PS    | 27 juillet 2004 – 20 juillet 2007 (2 ans, 11 mois et 23 jours)  |                     | Ministre de la Santé, de l’Action sociale et de l’Égalité des chances | 7e          |
|                    | Paul Magnette (1971-)       | PS    | 20 juillet 2007 – 8 janvier 2008 (5 mois et 19 jours)           | Demotte I           | Ministre de la Santé, de l’Action sociale et de l’Égalité des chances | 7e          |
|                    | Didier Donfut (1956-)       | PS    | 8 janvier 2008 – 14 mai 2009 (1 an, 4 mois et 6 jours)          | Demotte I           | Ministre de la Santé, de l’Action sociale et de l’Égalité des chances | 7e          |
|                    | Rudy Demotte (1963-)        | PS    | 14 mai 2009 – 15 juillet 2009 (2 mois et 1 jour)                | Demotte I           | Ministre-Président et ministre de la Santé, de l’Action sociale et de l’Égalité des chances | 7e          |
|                    | Éliane Tillieux (1966-)     | PS    | 15 juillet 2009 – 22 juillet 2014 (5 ans et 7 jours)            | Demotte II          | Ministre de la Santé, de l’Action sociale et de l’Égalité des chances | 8e          |
|                    | Maxime Prévot (1978-)       | cdH   | 22 juillet 2014 – 28 juillet 2017 (3 ans et 6 jours)            | Magnette            | Vice-président, ministre des Travaux publics, de la Santé, de l'Action sociale et du Patrimoine                                                                                                | 9e          |
|                    | Alda Greoli (1962-)         | cdH   | 28 juillet 2017 – 13 septembre 2019 (2 ans, 1 mois et 16 jours) | Borsus              | Vice-présidente, ministre de l’Action sociale, de la Santé, de l’Égalité des Chances, de la Fonction publique, de la Simplification administrative et des Infrastructures de la petite enfance | 9e          |
|                    | Christie Morreale (1977-)   | PS    | 13 septembre 2019 – 15 juillet 2024 (4 ans, 10 mois et 2 jours) | Di Rupo III         | Vice-présidente, ministre de l'Emploi, de la Formation, de la Santé de l'Action sociale et de l'Égalité des chances                                                                            | 10e         |
|                    | Yves Coppieters (1968-)     | LE    | 15 juillet 2024 – (8 mois)                                      | Dolimont            | Ministre de la Santé, de l'Environnement, des Solidarités et de l'Économie sociale | 11e         |